# آنسيونغ
آنسيونغ هي مدينة في كوريا الجنوبية، تتبع مقاطعة غيونغي، وآيتشي، بلغ عدد سكانها 169٬545 نسمة، في 2008، تبلغ مساحتها 554٫2 كيلومتر مربع، رمزها البريدي هو 456010–456934.

## معرض صور

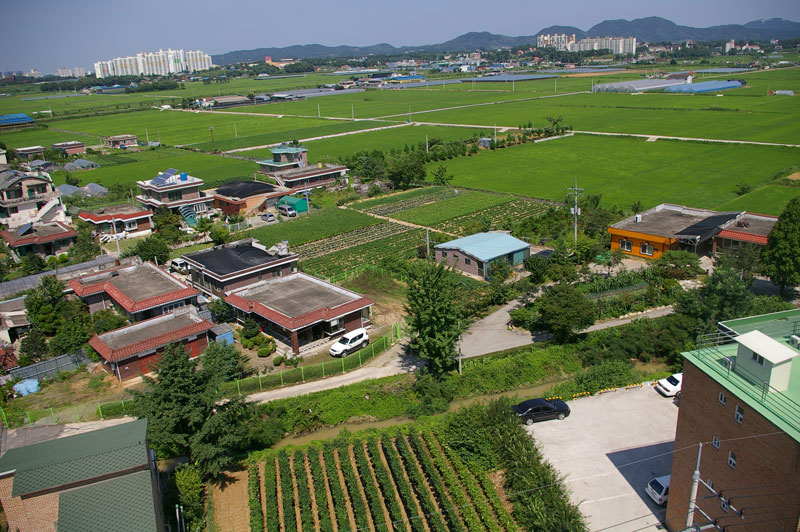
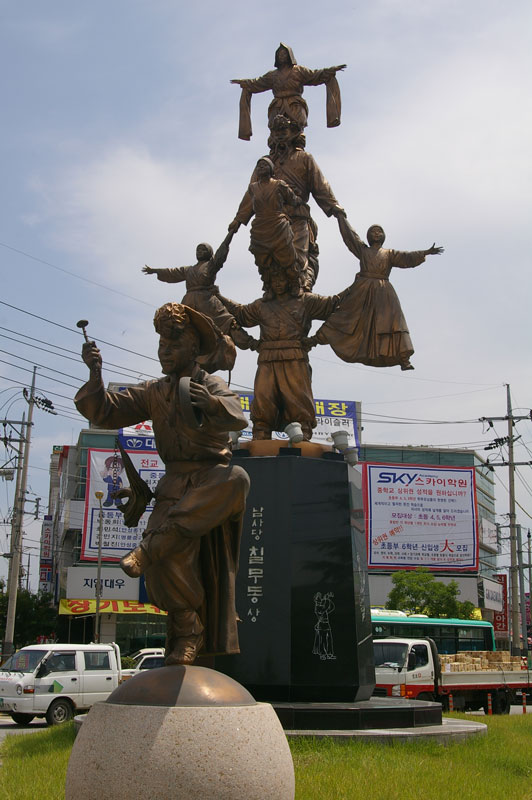
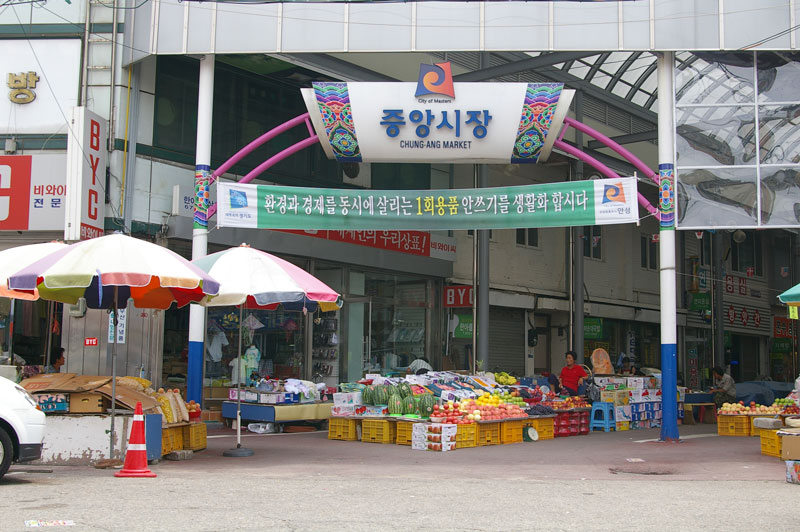

## مدن توأم
المدن التوأم:
- بيلوغورسك.

## أعلام
- كيم سيو رو